# 飛べ!イサミ
『飛べ!イサミ』（とべ!イサミ、英: SOAR HIGH! ISAMIまたはIsami's Incredible Shinsen Squad）は、NHK教育テレビで1995年4月8日から1996年3月30日にかけて放送されたテレビアニメ作品およびこれを原作とした漫画作品ならびにドラマCD作品である。

## 概要
新撰組の子孫の主人公達が、先祖の遺したアイテムを用いて悪の組織「黒天狗党」と戦う様を描いたオリジナルアニメ作品。敵役も含め各キャラクターたちを深く掘り下げ、主人公たちも小学生らしく活き活きと描かれている。特に、前半は主人公達を「ヒーローにあこがれる普通の小学生」として描いたことで、当時の小学生達から多くの支持を集めた。
NHKおよびNHKエンタープライズ21が企画したNHKオリジナルアニメの第1作目である。初めからオリジナルアニメとして企画された作品であり、原作となる小説や漫画といったものは存在しない。後のNHKオリジナルアニメでは企画の初期段階から外部の人間が入ることが多いが、本作の原案はNHK内部で公募されたものである。最初の企画タイトルは「しんせん組参上」。なお、本作以降のNHK地上波の新作アニメ枠で放送されている作品は従来の作品とは、以下のような相違点がある。
- NHK史上初の日本制作のアニメ作品である『未来少年コナン』から『モンタナ・ジョーンズ』に到るまで、従来のNHK地上波の新作アニメ枠はNHK総合テレビで放送されていたが、本作以降はNHK教育テレビで放送されるようになった。総合テレビのアニメ枠は2004年にNHKアニメ劇場という形で9年ぶりに新設された（後に廃止、現在は深夜帯の再放送枠のみ）が、現在でも新作枠の中心は教育テレビの作品である。
- これに伴い総合テレビ時代にはあった本編終了後のミニコーナーが本作以降は無くなり、番組枠としては純粋に25分のアニメーションのみとなった。このため、総合テレビ時代の作品が再放送される際にはミニコーナーは放送されない。場合によっては時間などの都合で作品本編自体も一部カットされることがある。
- 本作以降、オリジナル作品に関してはアニメの放送と連動してNHK出版がコミック版を刊行するようになった。
- 佐藤竜雄の初監督作品である。厳密には佐藤は前年の劇場公開用作品『リカちゃんとヤマネコ 星の旅』の監督をしているが、この作品は実際には上映されることなくお蔵入りとなりソフト化も1997年のため、一般的には初監督作といえば本作のことを指す。前年の『赤ずきんチャチャ』で「チャチャ三羽ガラス」と言われた佐藤竜雄・大地丙太郎・桜井弘明の3人の監督作品としては最初に発表された作品でもある。SF作家の高千穂遙や漫画家のあさりよしとお・うたたねひろゆきなど、関連業界関係者の玄人筋にファンが多かった作品でもある。

## あらすじ
花丘イサミ、月影トシ、雪見ソウシの3人は幕末に活躍した新撰組の子孫。ある日、花丘家の蔵で新撰組の秘密基地を発見し、光を放つ不思議な剣を手に入れた。そして、世界征服と花丘魁博士（イサミの父）の誘拐を企む悪の秘密組織「黒天狗党」と戦っていく。
初期は「少年探偵もの」の方向性で、「しんせん組」が巷で起こる事件を追い、主にイサミが剣を用いて悪党と戦うという内容だった。中盤から黒天狗党が本格的に暗躍し始め、しんせん組もパワーアップを果たして「変身ヒーローもの」の方向にシフトしていった。

## 登場人物

### しんせん組
花丘イサミ(はなおかいさみ)
声 - 中嶋美智代
本作の主人公。
小学5年生の帰国子女で、ボーイッシュな女の子。大江戸小学校に転校生としてやってきた。勝ち気な性格でトシやマユコと張り合うこともあるが、根は優しくパパっ子である。空手の心得があり、勉強もスポーツも得意だが、母に似て絵が下手。
自宅の蔵で発見した龍の剣（りゅうのつるぎ）を所持しており、戦闘時はこれを振るって戦う。通常時は先端が六角形になった柄しかないが、掛け声を叫ぶことで光の刃が現れる。初期は3人の「龍の印は正義の印、この世に悪がある限り、天に代わって悪を断つ、新選組参上!!」の掛け声によって発動していたが、後にしんせん組参上時の決めゼリフへと代わった。ルミノタイトのエネルギーを利用しており、殺傷能力はないが、斬られた相手は感電したような衝撃を受け、気絶して前後の記憶を失う。状況に応じてバリアになったり電子機器を破壊する事もできるが、イサミには意図的に操る事ができない。
DVD-BOX上巻のブックレットの毛利和昭のインタビューによると、「ショートカットで活発な、内田有紀みたいに…」というオーダーから、試行錯誤しながらデザインされたという。
月影トシ(つきかげとし)
声 - 亀井芳子
イサミのクラスメイト。熱血漢で喧嘩っ早いが仲間思いである。イサミと言い争うことがしばしばあるが、内心は好意を寄せている模様。非科学的なことは信じない主義だが、幽霊が苦手。「バーチャル戦隊 ガンバマン」の大ファンだが、裏番組である「魔法の妖精 ウルウルラブリン」といった女児向けアニメもこっそり録画している。ことわざを時々、口にするが大抵は間違える。また、漢字を間違えることもある。
中盤以降では龍の目を使用して戦うようになった。大きめのスーパーボール程度のサイズだが、発動時は光が外殻部分を形成する。外殻の大きさを変えて野球ボールのように投げて使用するときと、サッカーボールのように蹴って使用するときがある。龍の剣同様、人に当てれば感電するような効果を与えるが、宇宙船にはほとんどダメージを与えられなかった。
雪見ソウシ(ゆきみそうし)
声 - 日髙のり子
イサミのクラスメイト。冷静沈着だがキザで女好き。美人を見ると見境なく言い寄り、どこからともなく薔薇を取り出し差し出す。その反面、女性に関して悲惨な目にあうことも多い。「恐るべし、○○○」という言い回しで場を締めることが多い。
中盤以降では龍の牙を使用して戦う。普段は根元が四角い2本の牙だが、発動時は2つを光がつなぎ弓の形状をなす。攻撃時は光の矢を生み出して放ち、敵に当たると龍の剣同様の効果をもたらす。
月影ケイ(つきかげけい)
声 - 三田ゆう子
トシの弟。好奇心旺盛な幼稚園児。最年少らしく子供っぽい性格だが、誘拐監禁されても怖がるどころか「幼児虐待だよ」とぼやくなど、妙に達観している部分もある。兄と同じく「ガンバマン」の大ファンであり、魁が変装したガンバマンキングに助けられてから彼に憧れるようになった。しんせん組の正体を知っているので着いて行きたがるが、毎回トシに止められている。三輪車でいつも移動しており、自転車で行動する3人からは置いてけぼりを食らうことも多い。しかし持ち前の機転でイサミたちのピンチを救ったこともある。
第27話で先祖の遺したからくり三輪車が登場してからは、それで速く移動したり空を飛んだりできるようになった。

### 花丘家
花丘邸は近所では「三丁目のお化け屋敷」と呼ばれている。
花丘観柳斉(はなおかかんりゅうさい)
声 - 北村弘一
イサミの祖父。玲子に変わって家事全般をこなし、料理も得意である。クマのぬいぐるみが大好きで「大江戸クマさん友の会」の会員でもある。また、武術にも長け、剣（ハリセン）では複数のカラス天狗を簡単に倒し、槍では鎧天狗と渡り合い見事勝利している。たまに浪曲をやったりし、魁も聞かされたことがあるらしい。
第43話でいち早くしんせん組の正体がイサミ達だと知ってからは自身も応援することを決意し、第44話からは「謎の人物『怪傑白頭巾』」となって、共に黒天狗党と戦う。本人はあくまで「謎の人物」と言い張っているが、敵味方問わず正体はバレバレである。
花丘玲子(はなおかれいこ)
声 - 井上喜久子
イサミの母親。ニュースキャスターであり、「花丘玲子のおはよう7」のメインキャスターを務める。そのため朝は早出して出演している「おはよう7」をイサミと観柳斉が朝御飯の時に視聴するのがお決まりとなっている。しっかりした母親であるが、どこか抜けたところもある。料理が苦手で焦がしたり不気味な色の料理を作ったりしていたが、料理教室などに通った結果、最終話では少なくとも見ためは綺麗なご馳走が作れるようになっていた。
花丘魁(はなおかかい)
声 - 石井康嗣
イサミの父親。ルミノタイトを研究していた物理学者。黒天狗党に追われているため正体を隠すべく顔にミイラのような包帯、目にサングラス、頭に黒い帽子、全身にはコートと完全に誰だかわからない、しかしどこか怪しい格好をしている。瑠美野流忍術の修行を積んでおり、戦闘のスキルは非常に高い。木登りも得意なようで、初期は花丘邸が見える丘の木の上から1人つぶやく場面が多かった。また、イサミ達のピンチにガンバマンキングの変装をして現れることもあった。
イサミを巻き込みたくない気持ちから、イサミには父ではないと言い張り、イサミの誕生日だった第3話では「野ばらの男」を名乗ってバラを贈っていた。このためイサミは正体に気づきつつも、父の思いを慮り気づかないフリをしていた。最終話でようやく黒天狗党と和解し、素顔に戻ってイサミを抱きしめ、花丘家に帰宅した。
アニメでは最終話でも光やサングラスにより現在の素顔は明かされず、視聴者が素顔を確認できるのは第3話の回想シーンのみであった。漫画版では再開後の素顔も描かれている。
坂本数馬(さかもとかずま)
声 - 小野健一
大江戸警察署の刑事で、イサミの叔父（玲子の弟）。事件の度に威勢よく捜査に乗り出すが、小学生のイサミ達にヒントを貰うなど少々頼りない。シスコンなのか姉の事となると暴走しがち。「捜査のついで」の名目でたびたび花丘家に飯を食いに来る。独身ではるかに惚れており、熱心にストーカー同然のアプローチをするが、ことごとく空回りしている。後半ではルリ子にもアプローチしていた。
維新
漫画版『ダッシュ』より登場する、花丘家の居候（下宿人）で、イサミたちのクラスの副担任教師。整った精悍な顔立ちを持っており、小学校から中学校へ（イサミたちを見守るために）転属した、はるかも一目ぼれするほどの、穏やかにして無害そうな好青年。ただし、イサミとは出会いの間の悪さから少々、険悪な仲となっている。
本名はリュマー・サクマウド。白狐団の首領である野火と同じく、ルミノタイト反応を調査しに来た宇宙連合の地球調査員であり、地球へのアプローチ見解の違いから野火と袂を分かち、彼女を止めるために地球へと降り立った宇宙人である。
白狐団が現れたと同時に、ルミノタイトを失った龍の武器に再びルミノタイトを入れなおし、イサミたちに新たなる力を与えた。さらに自らは野火に存在を知られないために自らの顔を包帯で隠し、包帯男Part2としてイサミたちをサポートする。ただし、彼自身もその目的は野火と同じく「しんせん組の行動を地球人の行動のテストケースとすること」にあるため、しんせん組のピンチにはあえて手を出さずにイサミたちがその困難に如何に立ち向かうかを見守る（ありていに言えば命の危険=生命体としての生命が失われる状態に至るまでは、大怪我をしようが陵辱を受けようが、どんなピンチになろうと放っておく）ために、一種突き放したような行動をとることも多い。

### 月影家・雪見家
月影家
父親の泰之は「芹沢ジャパン」の課長だが、黒天狗党とは無関係。
月影泰之(つきかげやすゆき)
声 - 掛川裕彦
月影園絵(つきかげそのえ)
声 - 堀越真己
雪見家
「雪見堂」という本屋を経営している。
雪見栄助(ゆきみえいすけ)
声 - 梅津秀行
雪見オリエ(ゆきみおりえ)
声 - 稀代桜子

#### 新撰組発明係
幕末の新撰組の別働隊。花丘家・月影家・雪見家の先祖である。人の精神力をエネルギーに変える鉱石・ルミノタイトを研究、3つの武器を発明した。カラクリ人形に仕込まれたフィルムでメッセージを伝えるが肝心なところでフィルムが終わってしまう。漫画版では新撰組の正規隊員ではなく、その候補として大江戸市にて待機していた力不足の見習い隊員という立場になっている。そのため動乱の京都にも連絡報告以外ではきちんと呼ばれなかった上、正規の歴史資料にも名前が残らなかった。
花丘一作(はなおかいっさく)
声 - 掛川裕彦
月影十郎(つきかげじゅうろう)
声 - 石井康嗣
雪見千助(ゆきみせんすけ)
声 - 梅津秀行

### 大江戸小学校
高木はるか(たかぎはるか)
声 - 佐々木庸子
イサミ達のクラスの担任。子供のように無邪気で天然な性格だが、車を運転すると恐ろしいスピードで走り出す。アニメや特撮ものが好きなようで、部屋には雑誌やグッズが所狭しと並んでいるが整理整頓は苦手。美人でスタイルも良いが独身で、度々数馬からアプローチを受けるもスルーしている。
実は歴史の陰で黒天狗党と戦い続けてきた瑠美乃一族の末裔で、現役のくノ一。神出鬼没で影からイサミ達しんせん組のサポートをしている。くノ一として活動する際はピンクの忍装束に身を包むが、やたらと露出度が高くインナーコスチュームはハイレグレオタードになっている。この時は性格も一変し、真面目な忍者然となる。このギャップのせいで当初イサミ達は正体を見破れなかった。イサミ達に正体を明かしてからは段々境界があいまいになり、忍者姿で普段の性格に戻る事もあった。
幼少期に瑠美野流で修行していた魁と知り合っており、彼への初恋を今も引きずっている。当時は「お兄ちゃん」と呼んでおり、現在も不意にそう呼んでしまう時がある。
清川マユコ(きよかわまゆこ)
声 - 井上喜久子
イサミ達のクラスメイト。ポニーテールとリボンがトレードマーク。ソウシにお熱なため、何かと共に行動しているイサミやトシにたびたびちょっかいをかけている、おませさん。イサミとはあらゆる意味で対極（本人はライバル視。嫌っているわけでは無いらしい）に位置する存在。
DVD-BOX上巻のブックレットの毛利のインタビューによると、クラスメイトのデザインは何人かはイサミの没デザインを採用したものらしく、マユコも「ポニーテールのイサミもありかな」という思い付きで描いたものが元だったりするとのこと。
真木イズミ(まきいずみ)
声 - 渡辺久美子
イサミ達のクラスメイト。長い髪がトレードマークの静かな女の子。よくマユコと一緒にいる。霊感があるらしく、何かと先々に起こるトラブルを予知することがある。マユコと同じく、ソウシに一途な様子。
島田ミホ(しまだみほ)
声 - 堀越真己
イサミ達のクラスメイト。メガネとリボンがトレードマーク。イサミと仲がいい。
近藤エリ(こんどうえり)
声 - ノンクレジット
イサミ達のクラスメイト。夏も冬も青と白のボーダーのトップスがトレードマーク。イサミと仲がいい。
藤堂めぐみ(とうどうめぐみ)
声 - ノンクレジット
イサミ達のクラスメイト。おかっぱ頭がトレードマーク。イサミと仲がいい。
江川貫太郎(えがわかんたろう)
声 - 高乃麗
イサミ達のクラスメイト。ぽっちゃりとした少年で大のUFOマニア。ゴールデン天狗やしんせん組も宇宙人だと思い込んでいる。学園祭の際にはガラクタから作る、リサイクルロボの設計と製作を指示した。

### 黒天狗党
日本の太古より密かに暗躍し、幕末においては新撰組を相手に戦っていた本編の敵組織。表向きは大企業芹沢ジャパングループとして活動している。漫画版における本編終了後の時間軸を舞台とした『ダッシュ』では、しんせん組の支援団体として、芹沢ジャパンの組織力を駆使しながら、地球の平和と人々の安寧を守る正義の集団となっている。
黒天狗(くろてんぐ)/芹沢鴨之丞(せりざわかものじょう)/テン・グー星人 セリ・カーモン
声 - 西川幾雄
本作の黒幕。
表向きは大企業芹沢ジャパンの会長だが、裏では黒天狗党の会長として世界征服を目論み、ルミノタイトとその研究者である魁を執拗に狙っている。イサミの祖父・観柳斉とは幼少の頃からの付き合いで、良きライバルとして長年張り合い続けている。その一方でイサミのことは自分の孫のように溺愛しており、黒天狗として活動する際もイサミが絡むと急に私情を持ち出し、周囲を困らせる事がある。戦闘シーンはあまり無いが、実は龍の剣と同じ仕組みの武器（こちらは刀身が黒い）を所持しており、イサミ以上に使いこなしている。
正体は2000年前に地球に不時着した宇宙人。ルミノタイトも元々は彼等が所持していたものであり、その力で若返りを繰り返すことで2000年もの時を生き永らえてきた。当初は髪も髭も真っ白な老人であったが、45話で黒髪の中年に若返る。また、46話の回想シーンでは少年時代の観柳斉に老人として接した後、少年にまで若返って親友となった事が示唆されている。世界征服という目標も、故郷の星に対する望郷の念から宇宙船を新造すべく、そのための財力と人力を欲するがゆえというのが実情であった。やがてそうした目標のすれ違いから、からくり天狗とゴールデン天狗のクーデターを招くが、前述の黒い龍の剣で一蹴している。
漫画版では本来の目的である宇宙船新造が叶うも地球を離脱計画の直前で、実は母星帰還反対派のリーダーだった銀天狗によるクーデターが勃発。黒天狗党を追われて、しんせん組に助けられ「望郷のためとはいえ、自らが力に任せて弱き者を踏みつけにしようとし、また自らのかわいがってきた子どもたち（四天王のうち鎧天狗、銀天狗、ゴールデン天狗の3名）にもそれを当然のことと教え続けてきた」という自らのしでかしてきた過ちを深く悔いた。そして、しんせん組と銀天狗との戦いの後、事情を慮ったイサミたちの願いにより、龍の武器から取り出され魁によって精製されたルミノタイト100によって無事に遠き星への帰途に着いた。
南蛮天狗(なんばんてんぐ)/芹沢鴨之丞の秘書/カルタ・カステラ
声 - 掛川裕彦
鴨之丞の秘書であり、黒天狗党のNo.2的存在。ルミノタイトの力を吸収する力を持つ。通常は若い男女の姿であるが、その正体は黒天狗のペットであり宇宙船の整備士だった白い犬である。

#### 黒天狗四天王
からくり天狗/東上別府鷹丸(とうじょうべっぷたかまる)
声 - 津田英三
その名の通り頭に巨大な歯車を付け、滑車などからくりの意匠が施されたスーツに身を包んだ怪人。飛行ユニットやマジックハンドなどの装備を全身に仕込んでおり、不意打ちや人質など卑怯な戦術も辞さないリアリストでもある。また自信家で仕切りたがり屋。出世欲も強く、他の四天王をライバル視している。ドリルモグラ、ロコモービルなど、主に黒天狗党内でのメカニック系の開発を担当している。
表の顔は芹沢電工代表取締役で、素顔はモノクルと口髭がトレードマークのダンディな中年男性。高級マンション「天狗」で甥の菊丸と二人暮らしをしている。両親を亡くした菊丸を男手一つで育てており、彼を自らの生命とまで断言している。世界征服の野望も菊丸のためであり、そのためには手段を選ばない。しかし菊丸のために仕事に打ち込んだ結果、なかなか菊丸に構えていないというジレンマを抱えている。
46話で黒天狗の真の目的が世界征服でない事を知り、黒天狗に代わって世界征服を果たすべくゴールデン天狗と共にクーデターを起こす。しかし黒天狗に返り討ちに逢い、謹慎処分を受ける。このため47話で黒天狗党を見限り、しんせん組を誘き出すべく、自宅マンションを改造した巨大ロボット「ジャイアント天狗」で大江戸ダムの破壊を目論む。その後しんせん組を不意打ちで倒して正体を知り、黒天狗党に対抗すべく彼等のアイテムを奪い取ろうとするが、菊丸が自爆プログラムを作動させたことでジャイアント天狗は崩壊。その最中で菊丸のためを思っていたはずが本末転倒に陥っていた事に気付き、改心して菊丸としんせん組を助ける。決戦後は菊丸の夢を共に追う決意をする。
漫画版では、130年前に新撰組と闘い、海底に沈んでいた人造人間（最強のからくり兵器）。からくりであるが故に、造物主である黒天狗に対して絶対の忠誠を誓う。が、一度しんせん組の「龍の剣」にやられてからは、ただのからくりとしてではなく、何らかの情が生まれたようで、黒天狗の行っていることに疑問を呈する場面も見られるようになる。銀天狗によるクーデターが発覚したときには最後まで黒天狗に忠誠を誓い、そのために銀天狗に破壊されるも最後の力を振り絞ってイサミたちに助けを求めた。
ゴールデン天狗/印堂陽(いんどよう)
声 - 稲葉実
その名の通り、金色に輝くニヤけ顔の天狗面が特徴的な太った男。手品や幻術（インド大魔術）を得意とし、ターバンにアラビアンパンツ・ベストとステレオタイプなインド人（正確にはアラビア）風の衣装に身を包む。しかしズボンのゴムが緩くベルトも締めないので、しょっちゅうズボンがずり落ちてパンツが丸見えになってしまい、周囲を困惑させている。なお「ベルトを締める時は本気を出す時」と決めており、しんせん組との最終決戦ではベルトを装着している。温和だがどことなく間の抜けた性格で、ギスギスしがちな四天王の清涼剤でもある。一方、仮面の笑顔も相まって失敗時に黒天狗から反省してるように見えないと叱責されたり、他の四天王から一段低く見られている節もある。とはいえ悪の幹部らしく、世界征服のために街を破壊する事に躊躇いはない。作中ではレーザー兵器、宇宙船、バイオケミカル、ウルトライーストなる特殊なイースト菌等、からくり天狗とはまた違った、科学分野の研究や開発を担当していた。
表の顔は芹沢海運社長で、素顔は眼鏡に白髭を蓄えた高齢の男性。
46話でからくり天狗と共にクーデターを起こすが、失敗し謹慎処分となる。48話で黒天狗党を抜け、イサミ達を幻術に陥れる事でしんせん組を誘き出そうと企む。大江戸ランドのミラーランドでしんせん組に挑むが、ニイハオ姉妹の加勢もあって敗北。決戦後はしんせん組のアドバイスを受け、マジシャンへの転職を志す。
銀天狗/田能久健(たのうくけん)
声 - 小野健一
その名の通り、銀色に輝くブリキ調の仮面を被った男性。四天王のリーダー格で、自称・邪道な悪を許さない正しき悪を進む人。電光流という武術（?）を習得しており、身のこなしに優れ、手からエネルギー弾を放つ奇怪な攻撃も出来る。いつもさわやかな物腰で「まいったな〜」が口癖。ノリが良く、党集会の司会なども請け負っている。がんばった部下は給料アップ、仕事の合間に差し入れを持って現場に現れるなど、部下への気遣いも細やかである。ただ考え無しに動いたり早とちりしがちな面もあり、とっさの事態には「正義の味方」然とした行動をとってしんせん組にも「銀天狗さんありがとう!」とお礼を言われてしまう事もあった。
表の顔は芹沢重工社長で、素顔はハンサムな好青年。女性に対する気遣いが上手く、何気ない言動でルリ子やヒロ子をやきもきさせる。本人は恋愛に鈍感だが、ルリ子のあられも無い姿を見た時は流石に赤面している。作中終盤ではルリ子といい感じの雰囲気になったが、最終回のEDではヒロ子と一緒に過ごしていた。また、カラス天狗50号の教え子のようである。
漫画版では4巻から登場。アニメとは性格が180度逆転し、容姿そのままに様々な悪の陰謀を張り巡らせる悪の天才科学者として、しんせん組の前に立ちはだかり、たびたび主人公たちをピンチに陥れる。そのあくどさはハンパではなく、最終的には根回しと陰謀を巡らせて四天王を率い、からくり天狗と黒天狗を孤立させて追放し、黒天狗党を乗っ取りイサミたちの最大の敵として立ちはだかるなど、今作最大の悪党となっている。なお、『ダッシュ』ではイサミたちに敗れたことから改心し、アニメ版と同じ性格となっている。鴨之丞が遠き星に離れた後の黒天狗党および芹沢ジャパンを率い、イサミたちの力となるべく暗躍している。
鎧天狗/芹沢ルリ子(せりざわるりこ)
声 - 梅津秀行/堀越真己
その名の通り、赤と黒を基調とした鎧に身を包んだ武人。武術に優れ、見た目通り日本刀や槍を使用して戦う。生真面目な性格で、敗北したときには大江戸城のお堀の中に沈むほど。からくり天狗とはいがみ合うことが多い。時代劇口調で喋り、自分の過ちを素直に認める潔さも持っているが、からくり天狗からは作戦を練るということを知らないと苦言を呈されている。実は四天王の紅一点（後述）であるが、鎧天狗時は何故か男性の声で喋る。
どう見ても男性なのだが、その正体は鴨之丞の孫娘・芹沢ルリ子。ただしルリ子の親は鴨之丞の養子であり、血の繋がりはない。素顔はスタイル抜群な黒髪美人。表向きの顔は女子大生で、鎧天狗は彼女が時給1000円でコスプレしている時の姿。レースクイーンのアルバイトなどと掛け持ちしており、そのために黒天狗党を欠席することもある。また鎧天狗の格好をしているときはルリ子と呼ばれることを嫌う。数馬に言い寄られた際は「軟弱でへらへらした男は嫌いだ」とはねつけているが、健（銀天狗）やソウシのアプローチには反発しつつもまんざらでもない様子で、単に面食いな（加えてショタコンの気もある）ようである。下着の上から直接鎧を身につけており、緊急時には鎧の背中にあるボタンを押すことで外側から鎧を外すことも可能となっている。
エレキ天狗/平賀源兵衛(ひらがげんべえ)
漫画版の4巻に登場する130年前の黒天狗四天王。平賀源内の孫で、洗脳され協力していた。
黒天狗裏四天王
1995年8月16日に放送された『イサミ ファンクラブ』に登場する。影のみの登場でどのようなキャラクターなのかは不明。佐藤竜雄監督は「影となって芹沢会長を助けている。明らかになるのは後々」と言っていて、『飛べ!イサミ メモリアル』の特別読切にその活躍が描かれた。
- 宇宙天狗
- かぶりもの天狗
- 密林天狗
- 料理天狗

#### カラス天狗
黒天狗党の下部組織。上下関係に厳しく、番号の若い方が偉い。
7号/烏丸ヒロ子(からすまるひろこ)
声 - 渡辺久美子(初出の第9話「しのびよる影」のみくればやしたくみ)
カラス天狗の指揮官として前線に立つ、明るい髪色の女性。非道な性格だが、どこかお茶目な一面がある。
物語前半ではしんせん組の敵役として暗躍し、最も早くイサミ達としんせん組の関係に疑いを抱く。しかしはるかの妨害などで証拠を掴めず、失敗を重ねてしまう。次第に中間管理職の悲哀を表すポジションに変化していき、遂にはカラス天狗77号（加えて掃除のおばちゃん）にまで降格させられてしまう。やがて前線指揮官の役割も四天王に食われてしまうが、36話で黒天狗自身の計らいにより無事7号に復帰した。その際、衣装も銀天狗にプレゼントされた白い忍装束に変わった。
銀天狗のことが好きで「銀さま」と慕っているが、クモ男といい雰囲気になったこともある。終盤で銀天狗がルリ子と良い雰囲気になった時は絶望してしんせん組と共闘したが、最終回のEDでは銀天狗と一緒にいた。犬が苦手。素顔の時のみ眼鏡をかけている。
50号/教頭
声 - 茶風林
正体はイサミ達の通う小学校の教頭。学校でのイサミの監視にあたる。メガホンを持っていることが多い。若い頃は映画青年だったらしく、それが元で黒天狗党の「宇宙船兵器」のPV監督に抜擢された。自身のかつての教え子たちも黒天狗党にカラス天狗として、かなりの人数が所属おり（カラス天狗大江戸小学校同窓会）、PV製作の際には「恩師のピンチを見捨てはおけない」と駆けつけていた。また、銀天狗とは旧知の仲らしく、彼を「ぼっちゃん」（銀天狗は50号を「先生」）と呼ぶ。
59号/平助(へいすけ)
声 - 亀山助清
重助と共に花丘家監視の任務についている。中盤からは黒天狗四天王の指令を受け様々な任務をこなす。しかし、イサミ達にやられたり成功しても報酬をはぐらかされたりで下っ端見習いのままである。抜け目がないようでかなり間抜け。
63号/重助(じゅうすけ)
声 - 桜井敏治
平助を兄貴と慕い共に任務についている。子供の頃から特撮ヒーローが大好きで、今も小学生達のようにガンバマンのファンである。

#### 関係者
クモ男
声 - 家中宏
5話、15話、39話に登場。イサミたちと3度戦うことになる怪盗。常にクモをかたどったマスクをつけており（普段どんな時でも外さない）、服装も物腰も紳士的。黒天狗党に属してはいない（密かに黒天狗の命を受けることもある）が、カラス天狗7号たちと協力する。服の下は筋骨隆々の肉体であり、唐突に服を脱いではパンツ一丁の姿になり肉体自慢するなど、どこか変な人である。
東上別府 菊丸(とうじょうべっぷ きくまる)
声 - こおろぎさとみ
からくり天狗の甥。天才だが、ひねくれ者のいたずらっ子で、色んな所でいたずらを働いていた。父・さくら丸と母・あやめは幼い頃に他界しており、叔父のからくり天狗も黒天狗党の活動で留守がちなため、天涯孤独同然の寂しい思いをしていた。根は素直な性格で、自分を叱ったイサミに好意を持っていることから、度々家来になることを強要してくる。度の強いぐるぐる眼鏡をかけており、素顔はかわいらしい美少年。夢は叔父と一緒におもちゃで遊ぶこと。
漫画版ではからくり天狗が人間ではないためか、登場しない。

#### ニイハオ姉妹（シスターズ）
23話、24話、25話、48話に登場。花丘魁を追って黒天狗党香港支部からやってきた3人の姉妹。彼女らに負けたことが、後半のしんせん組の変身へつながる。しんせん組の正体を暴くところまで行くが、からくり天狗の卑怯さに幻滅し黒天狗党を裏切る。ニイハオ姉妹の呼称は各メディアなどによる番組紹介で用いられたものの、物語中で直接用いられることはなかった。『ダッシュ』では、海外で白狐団と戦っている描写で1コマのみ登場。
ジャスミン
声 - 水谷優子
長女。胸元の大きく開いたチャイナドレスがトレードマーク。戦闘能力は非常に高く、変身前のしんせん組を打ち負かした最初の存在であり、黒天狗党内部では初めて彼らの正体を暴いた人物である。ナルシストで、暇さえあれば鏡で自分の顔を見ている。
タピオカ
声 - KAKO
次女。一人称は「俺」で男言葉で話す。拳法を中心としたその肉弾戦のスキルは、カラス天狗はおろか花丘博士とも渡り合う。
声を演じたKAKOは、初期エンディング曲を担当したSEEKのボーカル。
ライチ
声 - 稀代桜子
三女。鈴を用いた幻術を得意とするが、肉弾戦も出来ないわけではない。様々な人から慕われているイサミへの妬ましさから一人で先走って勝負を申し込むが、ジャスミンに諭されてからは純粋にライバルとしての勝負を望むようになった。漢字が苦手。

### 白狐団
『ダッシュ』に登場する敵組織。様々な騒動を誘発し、大江戸市をたびたび混乱に陥れる。その正体は何者か（＝野火）の指示を受けて「争いを生み出す」ために行動している者たちであるが、実は彼らは野火によって拉致・洗脳された一般の市民たち。また、しんせん組によって倒され黒天狗党によって保護された彼らには、洗脳された際に行った行動の記憶は無く、最終決戦直前において事情が明かされるまでは、目的すら見えない謎の集団でもあった。実動員たち（つまり拉致されて手駒にされた市民たち）は自らの作戦目的に沿った地球の神々の名を騙る。
野火（のび）
白狐の面に単和装の女性宇宙人。地球にてルミノタイト反応を察知した宇宙連合が派遣した文明調査員の1人。調査過程で地球人の戦争の歴史を知り、絶望して地球を見限る。その上で、そうした地球人の粗暴な面こそを地球人の本性と決め付け、その部分を矯正するという名目で地球侵略を目論む。そのための宇宙における世論を味方につけるために、しんせん組を利用しようと画策。反対する調査員仲間である維新（リュマー）らを拘束し、前述の通りの策謀を動かすこととなる。

#### ムサシとコジロウ
野火によって「日本の歴史上もっとも闘争心と競争心にあふれた（協調を否定し他人のことを考えられない）者」として選ばれた宮本武蔵と佐々木小次郎の精神をバイオリズムの同調を鍵として憑依させられた者たち（野火はクローンと呼んでいるが、本来の意味でのクローン人間とは異なる）。中学生になった、しんせん組の新しい同級生でもある。野火の精神操作により本来の表層人格が従属人格に貶められ、憑依された武人としての人格が主幹人格として宿主を占領し潜伏人格となっている。二人とも従属人格（本来の人格）に主幹人格（憑依している性格）の記憶は無い。普段は従属人格の状態でイサミたちのすぐそばに潜んでいる。
武蔵野 静（むさしの しずか）/ ムサシ（宮本武蔵）
宮本武蔵とバイオリズムを同じくする少女であり、その事によって武蔵に憑依されてしまった。普段（従属人格）は運動神経が少し鈍い、穏やかで心優しくお淑やかな少女。言葉遣いが非常に丁寧で誰に対しても礼儀正しい。だが、その事が逆にアダとなりクラスに溶け込めずにいた一面もある。同級生であり自分に興味を持って近づいてきてくれたイサミを慕い、彼女に対しては友達として多大な親愛の情を示す。
憑依されているムサシ（主幹人格）に人格が交代すると、闘争心にあふれた強気の少女となる。イサミを含む「しんせん組」に対しては「われらを差し置いて『史上最強の剣客集団』を名乗る者たち」と考えており「自らこそが最強であることを再び証明する」ために、しんせん組に挑もうとする。そのためイサミは「静とムサシ」の考えが解らずに混乱し翻弄されることになっていく。
佐々木次郎（ささき じろう）/ コジロウ（佐々木小次郎）
佐々木小次郎とバイオリズムを同じくする長身・長髪の少年。静の幼馴染。どこか飄々とした雰囲気を持っており、ソウシとは別の意味で軽い性格。一方で幼いころから静の「お守り役」であり、彼女のことをよく心配している（が、同時に思春期の少年らしく悪い意味で静を「異性」として意識している一幕もある）。運動がそこそこでき、他者(特に女性)への気配りも（静をお守りしてきた経験から）そつなくこなすため、クラスでは密かな人気を集めている。ある意味でトシとソウシを足して二で割ったような性格をしている。
憑依されているコジロウ（主幹人格）に人格が交代すると、どこか他者には冷たい印象になる。ムサシ同様に「自らこそが最強であることを再び証明する」事にこだわるが、それはどちらかといえばムサシに引きずられてのことであるかのようにも見受けられる。ゆえに、冷たい一方で相棒となったムサシの事は、それなりに気にかけているような描写もある。戦闘においては長柄刀を器用に使いこなす中距離のリーチを持つバランスファイターで、どちらかといえば遠距離リーチ系武具の使い手であるソウシとトシを相手に一貫して有利な戦いを仕掛けている。

#### 末端実動員
本節においては、主に各話のストーリーに絡んで登場した者を挙げる。他にもダイジェストとして贋金をばらまいた者や、嘘のラブレターをばらまいたニセキューピット、嘘の誕生日を吹聴したニセジャコランタンなどの存在が明言されている。
ニセ七福神
大江戸市の空に突如出現した宇宙船であるニセ宝船の乗組員。宝船から人造宝石（主に人造ダイヤ）の雨を降らせ、人々の欲望を煽り奪い合わせた。ニセダイコク・ニセエビス・ニセホテイ・ニセビシャモン・ニセベンテン・ニセフクロクジュ・ニセジュロウジンの七人からなる七福神をモチーフとした者たち。騒動を不審に思ったイサミたちに見つかり「見たからには生かして帰すわけにはいかない」と、しんせん組に襲いかかる。当初、イサミたちは龍の武器を失っていたため追い詰められてしまうが、維新によって復活した龍の武器がそれぞれの主のもとへと帰還し形勢が逆転、かくてしんせん組にあえなく倒される結果になった。
ニセヘルキス
ギリシャ神話の伝令の神・ヘルキスをモチーフにした敵。偽の電話交換局を構え、電話の会話に嘘情報を紛れ込ませることで社会を混乱に陥れる。ムサシとコジロウの支援によってしんせん組を追い込むが、逆に、しんせん組とムサシたちとの戦いに余計な手出しをしてしまったために、ムサシたちに見限られ、同時に黒天狗党の乱入によって倒される。
ニセアシュラ
戦いの神阿修羅をモチーフにした敵。実は三位一体となる三人組の敵である。大江戸中学校の運動会に潜み、洗脳電波で生徒たちの闘争本能を刺激し、運動会を殴り合い殺し合い寸前となる阿鼻叫喚のバトルロワイヤルに変貌させた。しんせん組を相手にした際にも同様の手口で仲間割れを誘発させるが「勝負(運動会)に余計な茶々を入れるな」と乱入してきたムサシとコジロウによって、洗脳電波の発生装置を壊されてしまい、しんせん組が復活。「自分たちとの戦いに応じて決着をつける」というムサシの出した条件に応じたイサミとの取引の結果として成立した、両チームの共闘によって倒された。
ニセフージン
野火直属の手下としてニセライジンと共に登場。果し合いの結果として相打ちとなり海に落ちたのち、洞窟の中に潜み休息していた静(ムサシ)とイサミの前にニセライジンと共に現れて二人を襲撃する。自らの持つ大きな風袋の中に静(ムサシ)を吸収し拉致に成功する。
ニセライジン
野火直属の手下としてニセフージンと共に登場。ニセフージンによる静(ムサシ)の拉致を支援するため、その時間稼ぎと撤退のため、雷による全方位攻撃を繰り出す。そのためにイサミ・はるか・包帯男Part2の健闘もむなしく、静(ムサシ)はあえなく拉致されてしまう。

### その他の登場人物
カナタ
声 - 佐々木庸子
江戸時代末期、ルミノタイトを狙う黒天狗党と戦っていた瑠美乃流忍者当時の頭領の女性。新撰組発明係の面々を認め、彼らに自身の一族が代々守護していたルミノタイトの半分を託した。

## 組織
黒天狗党
黒天狗を頂点とする世界征服を企む悪の組織。黒天狗党の本部は芹沢ジャパンビルの地下深くにある。また香港など海外にも支部があるらしい。悪の組織と言いつつ先輩後輩の繋がりで助け合ったり、上司が手助けすることも多いなど組織内の雰囲気は良く、なにかとアットホームな集まりである。
芹沢グループ
鴨之丞が会長を務める巨大財閥。グループ内に黒天狗党の幹部が多数在籍しているが、黒天狗党の存在はグループ内でも秘匿されている。関連企業として、からくり天狗が社長を務める芹沢電機工業、ゴールデン天狗が社長を務める芹沢海運などがある。
新撰組発明係
新撰組本隊とは別に現・大江戸市を中心に黒天狗党と戦っていた、イサミ・トシ・ソウシの先祖である一作・十郎・千助が所属していた部隊。実態は局長である近藤勇の剣術道場「試衛館」の門弟で、新撰組隊士としては見習い扱い。発明係とはこの3人が発明好きのため勝手に名乗っていただけである。
瑠美乃一族
ルミノタイトを黒天狗党から守ることを宿命とする忍者。代々に渡って黒天狗党と戦ってきた。現・頭領はイサミ達の担任でもある、はるか。
黒船
『ダッシュ』にて登場。イサミたちが中学校に進学した日、突如、大江戸市の空に現れた4隻の黒い宇宙船。昼の日中に突如として現れるも、一夜にしてその姿を消す。
その正体は宇宙の星々からなる国家同盟である「銀河連邦」から遣わされた地球調査員団で、しんせん組と黒天狗党との戦いによって検出されたルミノタイト反応によって地球の存在を検知し「地球に築かれた文明や、そこに生きている地球人たちの性質が、宇宙（銀河連邦の所属国家群）にとって害となる可能性があるか」を調べるためにやってきた。彼らが「害が無い」と連邦上層部に具申すれば調査団はそのまま友好使節団となり地球との交易可能性を求めていく事になるが、逆に「（連邦や、それを構成する各母星にとって）害がある・未熟な文明・危険な文明」と判断された場合には実力行使による支配を強行する軍事組織となる。また場合によっては星ごと文明を抹殺する事も許されており、そのための武器すら所持している。
白狐団
『ダッシュ』にて登場。神の名を騙り、大江戸市を度々、混乱に陥れた集団。前述のとおり中心人物である野火とその一党以外は、近場にて拉致して洗脳した一般市民である。その目的は「しんせん組がその脅威に立ち向かうように仕向けること」そのものであり、そのことにより「地球人同士が争っているという既成事実を作り上げること」だった。
この事により『ダッシュ』においてイサミたちはしんせん組が戦えば戦うほど白狐団の思うツボに陥り、彼らの思惑通りに物事が動いていく という状態に陥れられる。そして「戦うことでは解決し得ない問題を、戦うことで解決しなくてはならない」という矛盾した戦いを強いられることとなる。

## スタッフ
- 監督 - 佐藤竜雄
- シリーズ構成 - 高屋敷英夫、金春智子
- キャラクターデザイン - 毛利和昭
- 総作画監督 - 数井浩子
- 美術監督 - 宮野隆
- 撮影監督 - 豊永安義
- 音響監督 - 藤山房伸
- 音楽監督 - 芹澤廣明
- アニメーション制作 - グループ・タック
- アニメーションプロデューサー - 金正廣、土屋研
- 総監督 - 杉井ギサブロー
- 制作統括 - 茂手木秀樹→北村毅、大路幹生
- 共同制作 - NHKエンタープライズ21
- 制作・著作 - NHK

### 補足
- 本作には「原作」や「原案」に相当するクレジットが存在せず、あえていえばNHK・NEP21・総監督・監督・シリーズ構成による共同原作であるといえる。長谷川裕一はあくまで「コミック版の作者」であって「原作者」ではない。後半の展開が長谷川が得意とするSF漫画的な性格を持っている、後のNHKオリジナルアニメに「原案=コミック版の作者」のパターンが多いということから、長谷川が原作担当と誤解されることも多い。なお、著作権表記は「©NHK・NEP21」となっている。
- 後のNHKオリジナルアニメではプロデューサーを務めている松本寿子は後藤克彦と共に本作にはメディアミックス担当として参加しているが、本編にはクレジットされていない。これは『飛べ!イサミ メモリアル』に収録されているスタッフリストで確認できる。

## 主題歌
オープニングテーマ
『ハートを磨くっきゃない』
作詞 - 芹沢類、作曲 - 芹澤廣明、編曲 - 白井良明、歌 - TOKIO
映像は第25話までの前期と第26話からの後期の2種類存在する。
前期オープニング映像ではテロップが点滅式ネオンサインのような方式を採用した極めて珍しい演出がなされている。
エンディングテーマ
（1 - 33話）『Round Trip ～その手を離さないで～』
作詞 - 竹友芳彦・平手よしかつ、作曲 - KAKO、歌 - SEEK
最終回では挿入歌として使用。
（34 - 50話）『負けるもんか!』
作詞 - 工藤哲雄、作曲 - 都志見隆、編曲 - 西脇辰弥、歌 - ブカブカ

## サブタイトル
- NHKクロニクルにおいて、1998年10月から1999年4月3日までの再放送で放送されたことが確認できる回は太字で表記。

| 話数 | サブタイトル            | 脚本       | コンテ           | 演出             | 作画監督                  | 放送日        |
| ---- | ----------------------- | ---------- | ---------------- | ---------------- | ------------------------- | ------------- |
| 1    | 秘密の扉は開かれた!     | 金春智子   | 佐藤竜雄         | 福本潔           | 真庭秀明                  | 1995年 4月8日 |
| 2    | しんせん組と正義の剣    | 高屋敷英夫 | 佐藤竜雄         | 大町繁           | 小林勝利                  | 4月15日       |
| 3    | 黒天狗の影を追え!       | 金春智子   | 千明孝一         | 千明孝一         | 梶原淳平                  | 4月22日       |
| 4    | 誘拐されたプリンセス    | 金春智子   | 佐山聖子         | 佐山聖子         | 古賀誠                    | 4月29日       |
| 5    | 怪人クモ男出現!         | 高屋敷英夫 | 池端隆史         | 福本潔           | 真庭秀明                  | 5月6日        |
| 6    | RX95の秘密              | 高屋敷英夫 | 福本潔           | 福本潔           | はしもとかつみ            | 12月30日      |
| 7    | ねらわれたピアニスト    | 高屋敷英夫 | 千明孝一         | 根岸宏樹         | 大武正枝                  | 5月13日       |
| 8    | 幻のガママイマス        | 平柳益実   | 横田和           | 大町繁           | 小林勝利                  | 5月20日       |
| 9    | しのびよる影            | 高屋敷英夫 | 小林治           | 池端隆史         | 諏訪昌夫                  | 5月27日       |
| 10   | 二つの顔を持つ男        | 高屋敷英夫 | 福本潔           | 福本潔           | 真庭秀明                  | 6月3日        |
| 11   | ブラウン博士の宝物      | 金春智子   | 高柳哲司         | 松見真一         | なかじまちゅうじ          | 6月10日       |
| 12   | リモコン大混線          | 平柳益実   | 松園公           | 福本潔           | はしもとかつみ            | 6月17日       |
| 13   | 黒天狗の女スパイ        | 高屋敷英夫 | 石崎すすむ       | 石崎すすむ       | 岡迫亘弘                  | 6月24日       |
| 14   | 迷犬ゲンベェ            | 高屋敷英夫 | 横田和           | 横田和           | 小林勝利                  | 7月1日        |
| 15   | コりない怪人クモ男      | 金春智子   | 佐藤竜雄         | 池端隆史         | 諏訪昌夫 数井浩子         | 7月8日        |
| 16   | コイ泥棒にご用心        | 平柳益実   | 福本潔           | 福本潔           | 真庭秀明                  | 7月15日       |
| 17   | 海だ! 水着だ! 大騒動    | 金春智子   | 高柳哲司         | 松見真一         | なかじまちゅうじ          | 7月22日       |
| 18   | 夏祭りのミステリー      | 高屋敷英夫 | 石崎すすむ       | 石崎すすむ       | 岡迫亘弘                  | 7月29日       |
| 19   | おばけの大脱走          | 平柳益実   | 福本潔           | 福本潔           | はしもとかつみ            | 8月5日        |
| 20   | くの一見参!             | 金春智子   | ワタナベシンイチ | ワタナベシンイチ | 大河原晴男                | 8月19日       |
| 21   | ニセのガンバマン        | 高屋敷英夫 | 佐藤竜雄         | 池端隆史         | 諏訪昌夫                  | 8月26日       |
| 22   | モグラ大作戦            | 平柳益実   | 福本潔           | 福本潔           | 真庭秀明                  | 9月2日        |
| 23   | ナゾの三姉妹登場        | 金春智子   | 横田和           | 横田和           | 毛利和昭 小川みずえ       | 9月9日        |
| 24   | ルミノタイトを守れ!     | 高屋敷英夫 | 高柳哲司         | 松見真一         | なかじまちゅうじ 数井浩子 | 9月16日       |
| 25   | しんせん組大変身!!      | 金春智子   | 福本潔           | 福本潔           | はしもとかつみ 毛利和昭   | 9月23日       |
| 26   | 怪光線をぶっとばせ      | 平柳益実   | ワタナベシンイチ | ワタナベシンイチ | 大河原晴男                | 10月7日       |
| 27   | 君こそヒーローだ!       | 平柳益実   | 池端隆史         | 池端隆史         | 諏訪昌夫                  | 10月14日      |
| 28   | UFOを捕まえろ!          | 金春智子   | 福本潔           | 福本潔           | 真庭秀明                  | 10月21日      |
| 29   | 黒天狗の珍発明?         | 萩田寛子   | 横田和           | 渡辺健一郎       | 小林勝利                  | 10月28日      |
| 30   | 謎の落とし物            | 金春智子   | 小林孝志         | 小林孝志         | 諏訪昌夫 毛利和昭         | 11月4日       |
| 31   | 不思議なカプセル        | 平柳益実   | 福本潔           | 福本潔           | はしもとかつみ            | 11月11日      |
| 32   | 幻のミーオを追え!       | もとひら了 | 高柳哲司         | 高柳哲司         | なかじまちゅうじ          | 11月18日      |
| 33   | 龍の剣の秘密            | 高屋敷英夫 | 池端隆史         | 池端隆史         | 諏訪昌夫                  | 11月25日      |
| 34   | 謎の男の大ピンチ        | 金春智子   | 福本潔           | 福本潔           | 真庭秀明                  | 12月2日       |
| 35   | ロボットパニック        | 平柳益実   | 横田和           | 渡辺健一郎       | 小林勝利                  | 12月9日       |
| 36   | 幽霊SL大暴走!           | もとひら了 | 高柳哲司         | 高柳哲司         | なかじまちゅうじ          | 12月16日      |
| 37   | 対決! ウルトライースト  | 萩田寛子   | 中村憲由         | 福本潔           | 真庭秀明                  | 12月23日      |
| 38   | くの一忍者の秘密        | 高屋敷英夫 | 佐藤竜雄         | 大畑清隆         | 毛利和昭                  | 1996年 1月6日 |
| 39   | また また また クモ男   | 平柳益実   | 吉田俊司         | 渡辺健一郎       | 七海修                    | 1月13日       |
| 40   | 黒天狗の陰謀            | 萩田寛子   | 福本潔           | 福本潔           | はしもとかつみ            | 1月20日       |
| 41   | 秘密基地へ潜入せよ!     | もとひら了 | 高柳哲司         | 高柳哲司         | なかじまちゅうじ          | 1月27日       |
| 42   | 謎のアドバルーン        | 平柳益実   | 横田和           | 渡辺健一郎       | 小林勝利                  | 2月3日        |
| 43   | 発見! ルミノタイト      | 金春智子   | 福本潔           | 福本潔           | 真庭秀明                  | 2月10日       |
| 44   | 瑠美之一族の秘密        | もとひら了 | 三條なみみ       | 大畑清隆         | 諏訪昌夫                  | 2月17日       |
| 45   | 衝撃! 黒天狗の正体とは? | 萩田寛子   | 高柳哲司         | 高柳哲司         | なかじまちゅうじ          | 2月24日       |
| 46   | 天駆ける黒天狗号の反乱  | 平柳益実   | 福本潔           | 福本潔           | はしもとかつみ            | 3月2日        |
| 47   | カラクリ天狗最終決戦!?  | 萩田寛子   | ワタナベシンイチ | 渡辺健一郎       | 七海修                    | 3月9日        |
| 48   | ゴールデン天狗の挑戦    | 金春智子   | 大畑清隆         | 渡辺健一郎       | 小林勝利                  | 3月16日       |
| 49   | 明かされた真実          | もとひら了 | 高柳哲司         | 高柳哲司         | なかじまちゅうじ          | 3月23日       |
| 50   | しんせん組よ 永遠に!    | 高屋敷英夫 | 佐藤竜雄         | 佐藤竜雄         | 毛利和昭 小川みずえ       | 3月30日       |

- 放送日の出典：DVD-BOX付属解説書

## 関連作品

### コミック版
- 飛べ!イサミ
  - 全10巻。作者は長谷川裕一。基本設定は原作とほぼ同じだが、同じ話でも語り口が多少異なり、中盤以降の展開は異なる。NHK出版が初めて手がけた漫画単行本でもある。作者は当時月刊誌連載を2本（「月刊少年エース」で『機動戦士クロスボーン・ガンダム』、「月刊少年キャプテン」で『轟世剣ダイ・ソード』）を抱えている状態にありながら、全編全てが単行本描きおろし作品であるもかかわらず、1か月ごとに1巻という非常に早いペースで刊行された。同社のコミックはアニメの放送と連動する関係からか、以後の作品も刊行ペースがかなり早いが、ここまでのものは現時点では他にない。

- 第1巻 1995年8月20日初版・ISBN 4-14-454001-4
- 第2巻 1995年8月20日初版・ISBN 4-14-454002-2
- 第3巻 1995年10月10日初版・ISBN 4-14-454003-0
- 第4巻 1995年11月10日初版・ISBN 4-14-454004-9
- 第5巻 1995年12月15日初版・ISBN 4-14-454005-7

- 第6巻 1996年1月15日初版・ISBN 4-14-454006-5
- 第7巻 1996年2月20日初版・ISBN 4-14-454007-3
- 第8巻 1996年4月10日初版・ISBN 4-14-454008-1
- 第9巻 1996年5月15日初版・ISBN 4-14-454009-X
- 第10巻 1996年6月20日初版・ISBN 4-14-454010-3

飛べ!イサミ メモリアル（1996年8月1日初版・ISBN 4-14-454011-1）
コミックス本編終了後に刊行されたもの。特別編コミックも収録されているが、どちらかというと佐藤と長谷川の対談や設定資料などムック本的な性格が強い本である。
飛べ!イサミ ダッシュ
全3巻。本編と同じく長谷川作。こちらも1か月ごとに1巻の刊行ペースだった。コミックス版の続編だが、アニメ版とコミックス版の設定の相違点がぼかされており、アニメ版の続編としてみても違和感の無いシナリオになっている。
「ギョーカイのイサピー」と称し、はばらのぶよし、くら☆りっさ、笹本祐一、工藤あきら、魔訶不思議、南波健一郎、千葉治朗、豊島ゆーさく、長谷川勝己からメッセージが寄稿されている。
ストーリー
黒天狗との闘いを終え、平和な日々が続いていた。そんなある時、中学生となったイサミたちの前に、白狐団なる組織が現れる。
- 第1巻 1997年3月25日初版・ISBN 4-14-454019-7
- 第2巻 1997年4月25日初版・ISBN 4-14-454020-0
- 第3巻 1997年5月30日初版・ISBN 4-14-454021-9

### サウンドトラック
飛べ!イサミ サウンドトラック
ソニー・ミュージックエンタテインメント、品番・SRCL-3436
1995年11月22日発売。

### CD-ROM
まるごと 飛べ!イサミ

### ドラマCD
ドラマCD 飛べ!イサミ FOREVER 〜最後の夏休み（品番・JBCP-971001〜971002、ISBN 4-14-039295-9）
1997年7月1日にNHK出版より発売。ドラマCDであるが書籍扱いとなっている。12cmCD（ドラマ本編）と8cmCD（『イサミふぁんくらぶ』という架空のアニラジという設定のトーク）の2枚組で2枚ともCDの規格上ぎりぎりまで収録されている。佐藤竜雄作品としては時期的に『機動戦艦ナデシコ』のテレビアニメ版と劇場版のちょうど合間にあたり、同作に声をあてた南央美や飛田展男がドラマCDオリジナルキャラクターの声を演じている。それだけでなく、同作の次回予告のパロディ風のCMまで収録されている。またコミック版の作者である長谷川裕一も声優として友情出演している。
ストーリー
小学校最後の夏休みを楽しむイサミ達。そんなある日の大江戸祭りの夜に「白天狗」と名乗る者が現れしんせん組に戦いを挑んでくる。

## 映像ソフト
Blu-ray以外はいずれもバンダイビジュアル販売で、全て4.3スクエアサイズでの収録。
Blu-rayは放送開始から30年目に当たる2025年7月25日にリリース予定だが、画角はハイビジョンで放送されていたマスター素材のため上下をカットした16.9での収録。
ビデオ
VHS 全10巻。各巻5話ずつ収録。現在は全巻廃盤となっている。
LD
上巻（1997年1月25日発売）LD7枚組。第1 - 26話を収録。
下巻（1997年7月25日発売）LD6枚組。第27 - 50話を収録。
現在は上巻・下巻ともに廃盤となっている。
DVD-BOX 上下巻
上巻（2003年10月24日発売）DVD5枚組。第1 - 25話を収録。
下巻（2004年1月23日発売）DVD5枚組。第26 - 50話と本放送時の特番を収録。
日本国外向けとしてはヒラメキインターナショナルによる北米版があったが、現在は販売終了している。
Blu-ray
2025年7月25日発売予定。全5枚。

## 関連商品
テレホンカード
《ホワイト加刷》 飛べ!イサミ NHKビデオ/EMOTION（非売品）
《ホワイト加刷》 0296 MOVIC 飛べ!イサミ テレホンカード（一般販売用）
《ホワイト加刷》 NHK出版 NHkテレビコミックス 飛べ!イサミ テレホンカード（非売品）イサミ、トシ、ソウシ他
《ホワイト加刷》 NHK出版 NHkテレビコミックス 飛べ!イサミ テレホンカード（非売品）イサミ

## 補足事項
- 本放送時、夏休みと正月の時期に合わせて特番が放送されている。本編の再放送とスタッフや出演声優が登場し、作品にちなんだ企画コーナーもあった。これは翌年以降現在まで続いている、NHK教育テレビで年末年始の時期に放送されるアニメ特番「アニメ宝箱」の原型的存在といえる。
- 上記の特番の中で「裏四天王」の設定の話が出てきたことがあるが、結局本編にはそのようなものは登場しなかった。なお、『飛べ!イサミ メモリアル』収録の特別編コミックに登場している。料理天狗・かぶりもの天狗・密林天狗・宇宙天狗の4人である。
- 初期設定ではしんせん組は幼稚園児だった[10]。
- DVDなどのインタビューによれば、前述の通り原作が存在しないため、シナリオはやや行き当たりばったりに作られたという。第1話の段階では黒天狗党の正体も決まっておらず、2期OPの最後に登場する城型の巨大ロボットも「予定が変更になり登場しなかった」のではなく、「登場する予定はないが、とりあえずOPに描いておいた」とのこと。
- 本放送終了のわずか6日後の1996年4月5日から「衛星アニメ劇場」で再放送された。この時の再放送は休止が相次ぎ、最後の6話分は1997年の「BS春休みアニメ特選」内で1日2話ずつ3日間連続で放送された。
- 1998年に本放送と同じ枠で再放送されたが、日程の関係で25話分のみのセレクション放送で、放送回の選出は佐藤が行った。その少し前に放送されていたハイビジョンでは、ポケモンショックの直後の為、コマ送りを遅くしただけなどかなり荒い修正が目立ったが、このセレクション放送では演出意図を損ねないように修正された。また、このために中嶋ミチヨによる新録の放送予告まで作られたが、これが放送されたのは前番組である『YAT安心!宇宙旅行』第2期最終回後のたった1回だけである。
- 2013年のAT-Xでの再放送や各種配信サービスでは上下をカットした16.9サイズでの放送。マスター提供元のNHKエンタープライズによると16.9のハイビジョンで放送されていたマスターを提供している。

### 本作に関係する作品
『YAT安心!宇宙旅行』
1996年にNHK教育テレビで放送されたテレビアニメ。引き続きグループ・タックが制作を担当している。また、第1期の第11話にはモブの中に本作の登場人物が描かれているシーンがある。
『学園戦記ムリョウ』
2001年に衛星アニメ劇場で放送されたテレビアニメ。本作のコミック版の担当編集者だった高原敦の総合プロデュースによる作品で、佐藤が原作・監督・脚本・シリーズ構成の全てを担当し、OPを歌っているのはKAKOである。また、滝沢ひろゆきによるコミック版の第4巻にイサミたちの孫が登場する特別編がある。
『無人惑星サヴァイヴ』コミック版
2003年にNHK教育テレビで放送されたテレビアニメ。本作の4作品後の後続作にあたる。本作のコミック版でのハイペース刊行の実績を買われてか、元々の作者として予定されていたカサハラテツローが執筆不能になったこの作品のコミック版を、長谷川が急遽手がけることになった。
『プリンセスナイン 如月女子高野球部』のコミック版
第3巻に大江戸市という地名が登場する。
上に挙げた他に『地球防衛家族』『キャプテン翼（2001年版）』『双恋（アニメ版のテレコム制作の方）』などにも本作由来の小ネタが登場しているほか、堂高しげるの漫画作品『全日本妹選手権!!』にも本作の作品名が登場したことがある。